# Селивоновка (платформа)
«Селивоновка» (бел. Селівонаўка) — остановочный пункт электропоездов в Молодечненском районе. Расположен на перегоне «Уша — Молодечно» между платформами Криница и Фестивальный.
Остановочный пункт расположен в одноимённом посёлке. Недалеко от станции проходит трасса P28, Минск — Молодечно, которая прямо ведёт в Молодечно, а направо — в Вилейку.

## В пути
Время в пути, со всеми остановками от станции Минск-Пассажирский, около 98 минут.